# 스미요시구
스미요시구(일본어: 住吉区 스미요시쿠[*])는 일본 오사카부 오사카시를 구성하는 24개 구 중 하나이다.

## 지리
우에마치 대지의 남부, 오사카시의 최남부에 위치하고 야마토강을 사이에 두고 사카이시의 사카이구, 기타구와 인접하고 있다. 6개의 철도, 아비코스지의 2개 주요 도로가 모두 도심부와 남북으로 연결되고 있다. 구의 북부는 아베노구 남부에서 계속되는 주택가이고 아베노구의 데즈카산1초메에서 스미요시구의 데즈카야마나카, 데즈카야마니시까지는 고급 주택가이다. 그 남쪽에 위치하는 스미요시 대사를 중심으로 한 스미요시, 우에스미요시는 옛집이 많은 예로부터 조용한 주택 지역이고 그 주위는 시미즈오카, 스미에, 오리오노, 미나미스미요시, 야마노치 등 직장인이 많이 사는 주택지이다.

## 역사
스미요시는 고대에 "스미노에"라는 이름으로 만엽집에도 등장해 역사는 오래되었다. 현재 스미요시, 스미노에, 스미에는 별도의 지역명이 되었지만 원래 스미요시는 "스미노에"의 다른 표기였다.
이전에는 셋쓰국 스미요시군이었고 고대에는 스미요시진과 그것을 지키는 스미요시 대사가 번창하였고 나니와진 등 오사카 중심부와는 독자적인 발전을 했다. 스미요시진은 고대의 국제항이었고 나니와진이 만들어질 때까지는 일본의 국제 창구였으며 견수사나 견당사는 여기서 출발하였다. 또 실크로드의 관문이기도 해 불교도 이곳을 통해 일본으로 유입되었다. 중세에는 스미요시 대사의 신관인 쓰모리씨 가택의 스미노에전에 남조의 고무라카미 천황의 황궁이 약 10년 간 놓여(스미요시 행궁) 남조의 거점이 되었다.
1878년에 "군구정촌 편제법"이 시행되어 대체로 현재의 히라노구, 히가시스미요시구, 스미요시구, 스미노에구를 범위로 하는 오사카부 스미요시군이 탄생했고 군내에서 유일한 정이었던 안류정에 군청이 놓였다. 1896년 4월에 새로운 군제가 시행되어 스미요시군은 히가시나리군에 병합되어 소멸했다.
스미요시구는 1925년에 오사카시의 제2차 시역 확장과 함께 히가시나리군 전역이 오사카시에 편입되었을 때 옛 스미요시군 전역과 옛 히가시나리군 덴노지촌의 구역에서 탄생했다. 오사카시로 편입될 때 당초에는 명칭을 "아베노구"로 하려고도 했으나 최종적으로 스미요시구로 선정되었다.
이후 1943년의 분증구에 의해 당시의 아베노구, 히가시스미요시구에 해당하는 구역을 분리했다. 1943년 분증구 당시의 스미요시구청은 현 아베노구에 있었기 때문에 현재의 아베노구가 "스미요시구"의 구명을 계승해 현재의 스미요시구 지역을 "스미노에구"로 하는 안이 나왔다. 그러나 주민들의 반대로 이 안은 철회되어 스미요시 대사 주변을 포함한 스미요시구 지역이 스미요시라는 명칭을 계승했다. 또 1943년의 분증구 때 인접하는 니시나리구와의 사이에 경계의 재검토가 행해졌다.
1974년에는 스미요시구와 스미노에구가 분구되었다. 스미노에구의 분구로 스미요시 공원이나 안류, 하마구치 등은 스미노에구에 속하게 되었다.

## 교육
- 오사카 공립대학

## 교통

### 철도
- 서일본 여객철도
  - 한와선
    - (← 아베노구 쓰루가오카역) - 나가이역 - 아비코역 - 스기모토초역 - (사카이구 아사카역 →)

- 난카이 전기 철도
  - 본선
    - (← 니시나리구 기시노사토다마데역) - 고하마역 - 스미요시타이샤역 - (스미노에구 스미노에역 →)

  - 고야선
    - (← 니시나리구 기시노사토다마데역) - 데즈카야마역 - 스미요시히가시역 - 사와노초역 - 아비코마에역 - (사카이구 아사카야마역 →)

- 한카이 전기 궤도
  - 한카이선
    - (← 니시나리구 히가시타마데 정류장) - 쓰카니시 정류장 - 히가시코하마 정류장 - 스미요시 정류장 - 스미요시토리이마에 정류장 - 호소이가와 정류장 - 안류마치 정류장 - 아비코미치 정류장 - (사카이구 야마토가와 정류장 →)

  - 우에마치선
    - (← 아베노구 히메마쓰 정류장) - 데즈카야마 3초메 정류장 - 데즈카야마 4초메 정류장 - 가미노키 정류장 - 스미요시 정류장

- 오사카 메트로
  - 미도스지선
    - (← 아베노구 니시타나베역) - 나가이역 - 아비코역 - (기타구 기타하나다역 →)

### 도로
- 국도 제479호선